# Kamisu, Ibaraki
Kamisu (神栖市 Kamisu-shi) là một thành phố thuộc tỉnh Ibaraki, Nhật Bản.